# Геофизика
Геофизика (грч. γή = Земља, грч. φυσικά = својство, природа) је научна дисциплина која проучава физичка својства Земљине унутрашњости. Геофизика проучава физичка поља Земље (гравитационо, магнетно, електрично) и њихову међусобну интеракцију, као и физичка својства која условљавају кретање сеизмичких таласа, кретање електричне струје, формирање магнетно-телурског поља, итд. Примењена геофизика је научна дисциплина која проучава састав и структурну грађу земљине коре ради проналажења разних минералних сировина као што су лежишта нафте, угља, термалне воде идр.
Геофизичари се баве испитивањем природних феномена и њихове повезаности у земљиној унутрашњости. Ти природни феномени су: земљино магнетско поље, топлотна кретања, ширење сеизмичких таласа и гравитационе силе.
Шире схваћена, геофизика подразумева и студију космичких феномена који утичу на појаве на Земљи — космичко зрачење и сунчеву радијацију ( сунчев ветар).
Зависно од тога које се физичко поље изучава постоје следеће геофизичке методе:
- сеизмичке
- геоелектричне
- геомагнетска
- гравиметријска
- радиоактивна
- геотермална и др.

## Историјат
Прва сазнања о магнетизму су стечена још у 7. веку пре нове ере. Вилијам Џилберт 1600. године, у својој књизи De Magnete, повезује узроке магнетизма са Земљом. Први научник, који је математички доказао да је извор Земљиног магнетског поља у унутрашњости Земље, био је Карл Фридрих Гаус. Он је извео формуле, на основу којих је могуће израчунати све компоненте магнетског поља Земље, на било којој тачки Земљине површи.
Године 1672, француски астроном Жан Рише је дошао до открића да постоје различите јачине силе Земљине теже зависно од места на земљиној површини. Француски научник Пјер Буге је успоставио многе основне гравиметријске релације, везане за промену гравитационог убрзања са надморском висином и географском ширином. Хенри Кевендиш је први употребио торзиону вагу да би утврдио силу привлачења између две масе. Гравиметријске методе почињу да се употребљавају за истраживање нафте већ 1914. године. Гравиметрија је прва геофизичка метода која је успешно примењена у истраживању лежишта нафте.
Прва научна сазнања о земљотресима почивају на геофизичким мерењима.

## Гравиметрија
Гравиметрија је дисциплина геофизике која се бави проблемом мерења и одређивања величина везаних за гравитационо поље Земље. Ово мерење односи се на убрзања Земљине теже или разлике тог убрзања, хоризонталне градијенте убрзања Земљине теже (његове промене на јединицу дужине у хоризонталној равни) и величине које одређују закривљеност еквипотенцијалне површи силе Земљине теже.
Методе мерења убрзања Земљине теже деле се на динамичке и статичке; прве за одређивање те величине користе кретања која се врше под дејством силе теже (осцилације клатна, слободан пад); друге се заснивају на посматрању равнотеже између силе теже и неке еластичне силе, при чему се користе гравиметри.
Сама мерења могу да буду апсолутна и релативна - прва дају убрзање теже на једној тачки (на основу одређивања периоде клатна), помоћу других се, у данашње време, добија разлика убрзања теже помоћу две тачке (на основу мерења гравиметром).

## Геомагнетизам
Геомагнетизам је област геофизике, чији је предмет проучавање геомагнетског поља и феномена који су у узрочној вези са њим. Обухвата проучавање процеса магнетизације стена под дејством геомагнетског поља, као и стабилност таквих врста магнетизације.
Основу савременом проучавању геомагнетских феномена поставио је Фридрих Гаус, који је и доказао да се геомагнетско поље може приказати полиномом, чији чланови представљају поља фиктивних дипола или мултиполова.
Проучавања у домену геомагнетизма врше се терестричким, аеромагнетским или сателитским мерењима елемената/компонената геомагнетског поља, на основу којих се израђују геомагнетске карте, док се транзитни феномени региструју на геомагнетским опсерваторијама и секуларним станицама. Узајамна веза геомагнетских феномена и активности Сунца проучава се у домену магнетотелурских и јоносферских проучавања. Упознавање карактера геомагнетског поља у блиској историјској прошлости предмет је археомагнетских проучавања, док се у области палеомагнетизма врше проучавања о његовом карактеру у току геолошке историје.
Развој проучавања у домену геомагнетизма довео је до разраде методолошких поступака намењених истраживањима магнетичних тела и проналажењу геолошких структура применом метода геомагнетских испитивања, као дисциплине примењене геофизике.

## Геоелектрика
Геоелектричне методе заснивају се на мерењу потенцијала електричног поља Земље, било природног, било вештачки изазваног, и тумачењем мерених вредности разликама у отпорности делова полупростора, самим тим и разликама у геолошкој грађи полупростора.
Поступци, који се примењују у геоелектричној методи, деле се на основу тога да ли проучавају природно или вештачки изазвано електрично поље.
Поступци који мере јачину телурских струја, којим се мери однос пада потенцијала или сопствени електрични потенцијал, мере јачину потенцијала природног електричног поља.
Поступци који користе вештачки изазвано електрично поље, чешће се примењују приликом истраживања у геологији. Том приликом користе се следећи поступци: геоелектрично сондирање, геоелектрично картирање, геоелектрично скенирање, итд.

## Сеизмика
Геофизичка испитивања терена применом сеизмичких метода изводе се понајвише у циљу истраживања лежишта нафте, затим за потребе инжењерско - геолошких испитивања терена, као и при решавању појединих специфичних проблема из осталих домена геологије.
Сеизмичка метода је у великој мери данас заступљена и при истраживању минералних сировина. Објашњење за то је да постоје одређена ограничења у налажењу плићих депозита, те се јавила потреба за истраживањима на већим дубинама, где сеизмичка истраживања играју главну улогу. Посебан значај имају при истраживању дубоких делова Земљине коре и одређивању њене дебљине. Интерпретација резултата сеизмичких испитивања превасходно је квантитативна и даје најпоузданије бројне податке о грађи Земље, који се применом геофизичких метода могу да добију. Сеизмичка испитивања изводе се на копну и мору.